# Anomoeotes levis
Anomoeotes levis là một loài bướm đêm thuộc họ Anomoeotidae. Loài này có ở Nam Phi.
Ấu trùng được ghi nhận ăn các loài Bauhinia và Gardenia.